# Oeonistis lifuensis
Oeonistis lifuensis är en fjärilsart som beskrevs av Rothschild 1912. Oeonistis lifuensis ingår i släktet Oeonistis och familjen björnspinnare. Inga underarter finns listade i Catalogue of Life.